# Rietmolen
Rietmolen (Nedersaksisch: Reetmölle) is een kerkdorp in de gemeente Berkelland, op de grens tussen de Gelderse Achterhoek en Twente. Cultureel is de plaats verbonden aan de katholieke gemeenten ten noorden, in Overijssel, met name Haaksbergen, bestuurlijk is het deel van Gelderland.

## Ontstaan
Het nabijgelegen Neede kwam rond het jaar 1600 als gevolg van de ontwikkelingen in de Tachtigjarige Oorlog onder sterk calvinistische invloed. Na de verovering van de Heerlijkheid Borculo door Maurits van Oranje was in Neede alleen nog het Nederduitse gereformeerde geloof toegestaan.
Volhardende katholieken verlieten Neede in eerste instantie voor verborgen missen, onder andere in Brammelerbroek, een buurtschap ten noorden van het huidige Rietmolen. Uiteindelijk heeft dit geleid tot de vorming van het huidige dorp Rietmolen.

## Cultureel leven
Het dorp staat vooral bekend om de zomerfeesten, die jaarlijks, in het tweede weekend van juli, worden georganiseerd. De plaatselijke amateurvoetbalvereniging is VV Rietmolen, de plaatselijke amateurmuziekvereniging heet Amicitia. Rietmolen heeft ook een tennisvereniging, een volleybalvereniging (RIVO) en een badmintonvereniging (RIBA).

## Afbeeldingen

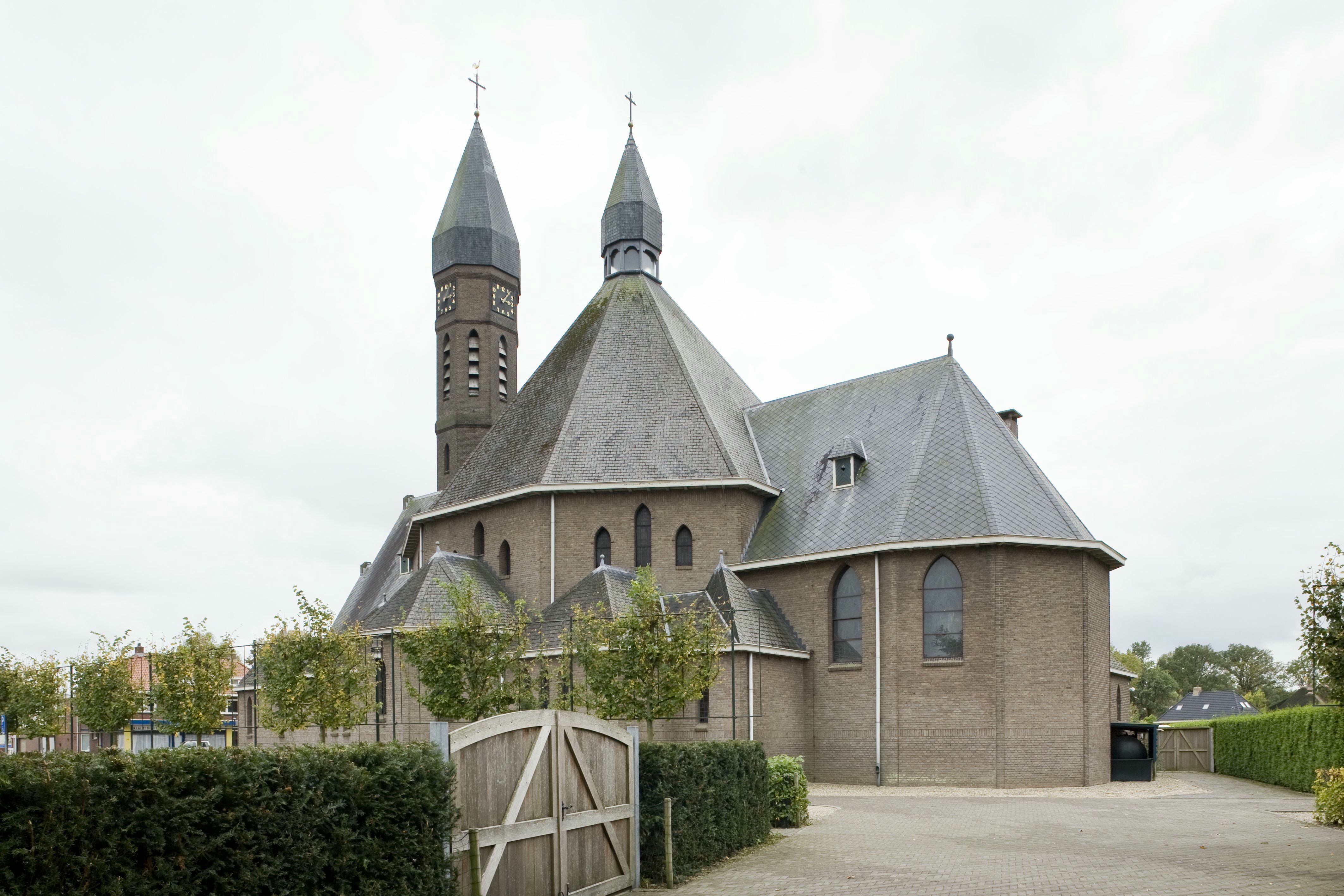
Sint-Caeciliakerk
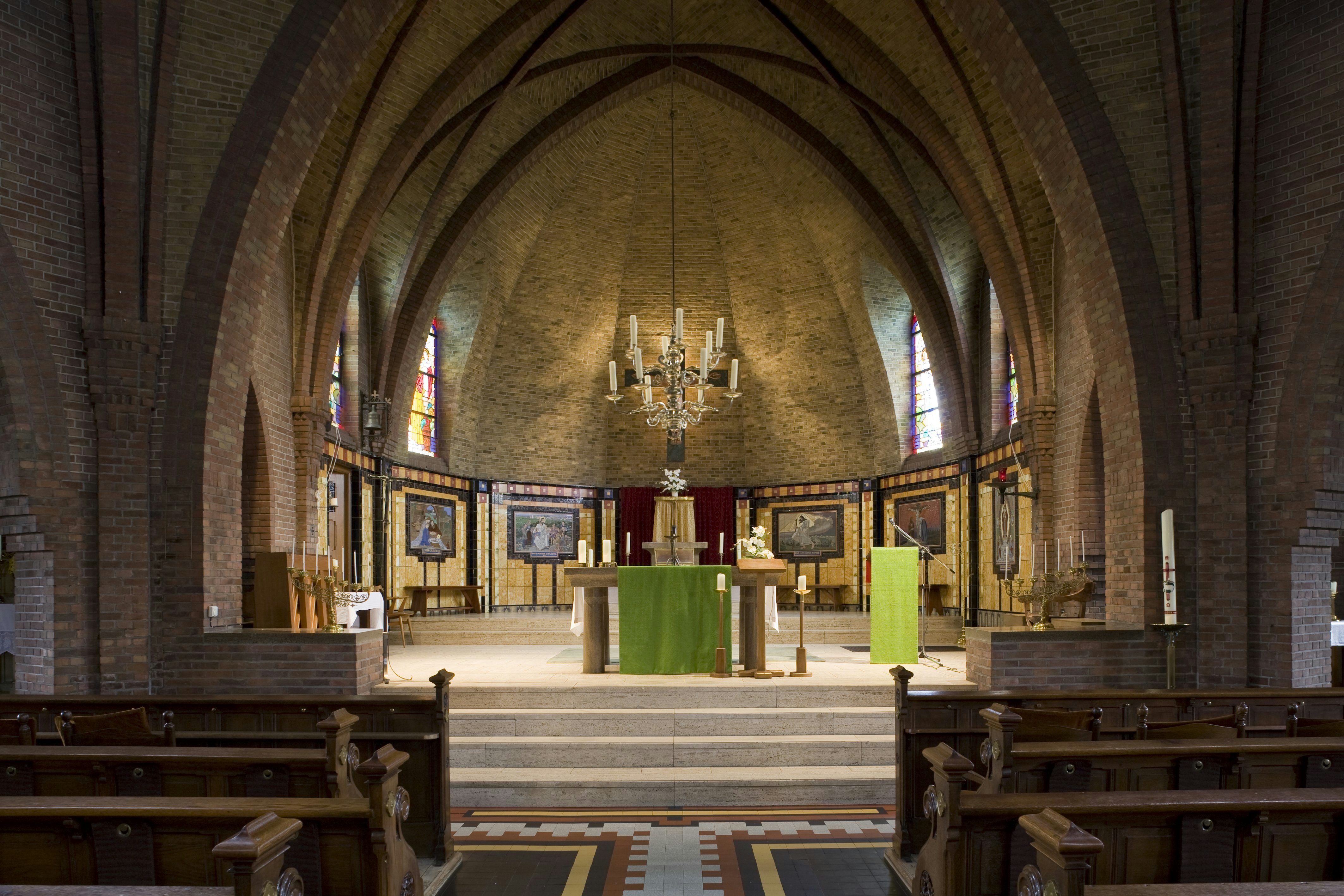
Kerkinterieur
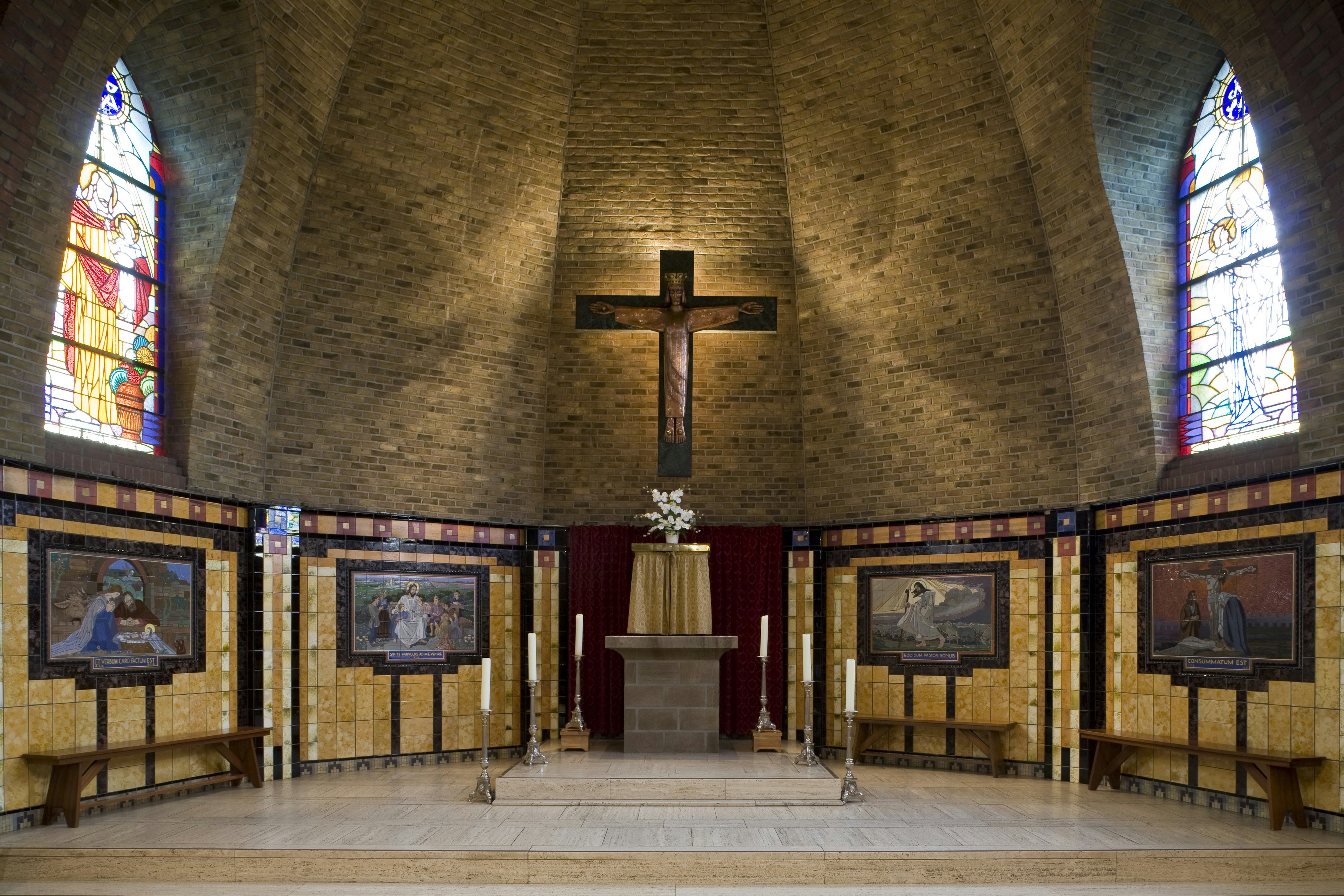
Kerkinterieur
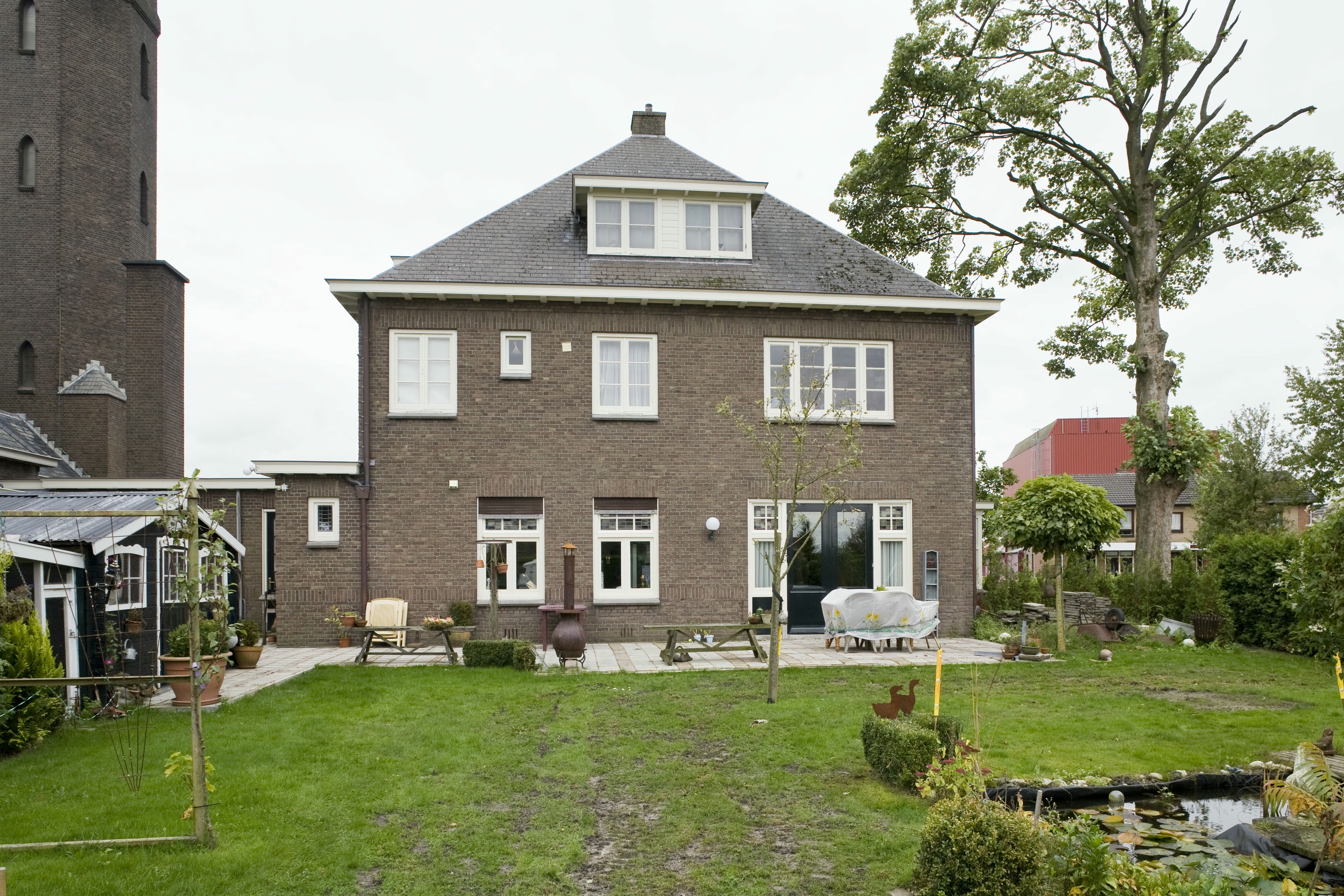
Pastorie